# مدیا فارست
مدیا فارِست (به انگلیسی: Media Forest) یک ارائه‌دهندهٔ خدمات رصد و پژوهش رسانه‌ای اسرائیلی برای موسیقی و صنایع تبلیغاتی است که در سال ۲۰۰۵ در نتانیا، اسرائیل تأسیس شد. این شرکت کانال‌ها و قطعه‌های پخش زنده مانند ایستگاه‌های رادیویی و شبکه‌های تلویزیونی را رصد می‌کند و بر این اساس، محتوا و خدمات اطلاعاتی با ارزش افزوده ارائه می‌کند. این شرکت خدمات اشتراک را از طریق رابط‌های اینترنتی ارائه می‌دهد که محتوا (اشاره‌ها، تبلیغات، سخنرانی‌ها و اجراها) را ردیابی می‌کند و اطلاعات را به‌صورت بی‌درنگ در اختیار هنرمندان، شرکت‌های رسانه‌ای و ناشران قرار می‌دهد.